# Гававенчеле
Гававенчеле (мађ. Gávavencsellő) је град у жупанији Саболч-Сатмар-Берег, у региону Северне Велике равнице у источној Мађарској. Село је настало 1971. спајањем некадашњих засебних села Гава и Венчело.

## Географија
Покрива површину од 6.042 km2 (2.333 sq mi) и има популацију од 3.938 становника (2015).

## Историја
Два суседна насеља, Гава и Венчеле, била су повезана економски и политички. У првој половини 1970. Централни комитет Мађарске социјалистичке радничке партије одлучио је да модернизује одборничку мрежу, што је у пракси значило спајање општина (и њихових савета), и уједињених савета, који су понекад достизали статус велике општине, такође би могао да обезбеди виши ниво економске независности. У том духу, Председнички савет Мађарске Народне Републике ујединио је села Гава и Венчеле под именом Гававенчеле, својом одлуком бр. 9/1971. Спајање је извршено 25. априла 1971. године.

## Становништво
Године 2001. 97% становништва насеља се изјаснило као Мађари, 3% Роми.
Током пописа из 2011. године, 91,9% становника се изјаснило као Мађари, 5,1% као Роми, а 2,3% као Немци (8,1% се није изјаснило. Због двојног идентитета, укупан број може бити већи од 100%). Верска дистрибуција је била следећа: римокатолици 41,7%, реформатори 22%, гркокатолици 16,3%, лутерани 0,4%, неденоминациони 5,8% (13,4% није одговорило).